# Долотин, Филипп Семёнович
Филипп Семёнович Долотин (1812—1899) — генерал-майор, герой Восточной войны.

## Биография
Родился в 1812 году в станице Луганской, происходил из дворян Донского казачьего войска, сын героя Заграничных походов 1813—1814 годов генерал-майора в отставке Семёна Филипповича Долотина.
Образование получил во 2-м кадетском корпусе, из которого выпущен 27 октября 1831 года в Донскую казачью артиллерию.
Значительное время своей службы Долотин провёл на Кавказе, участвовал в кампаниях против горцев. В 1846 году произведён в майоры, в 1849 году — в подполковники и 17 февраля 1853 года — в полковники.
Командовал Донской конно-артиллерийской № 7 батареей, во главе которой принимал участие в Восточной войне. Блестяще проявил себя в сражении с турками при Кюрюк-Дара, за что 28 декабря 1854 года был награждён орденом св. Георгия 4-й степени
Находясь с вверенной ему батареей на левом фланге нашей линии, полковник Долотин в самом начал боя успешным действием заставил 12 лёгких турецких орудий, покровительствовавших наступлению неприятеля, сняться с позиции. Co сметливостью конного артиллериста, он быстро вынесся вперёд и потом, действуя по этим орудиям фланговым огнём, принудил их отъехать за фронт своих колонн, откуда они уже более не выезжали. Вслед за этим храбрый полковник Долотин, выдвинув батарею свою на 80 саж. против двух неприятельских колонн, атаковавших нашу кавалерию, частымъ и метким картечным огнём отразил их атаки, и темъ решительно способствовал к переходу нашей кавалерии в наступление.
М. Я. Ольшевский, также принимавший участие в этом сражении, в своих воспоминаниях характеризовал это действие Долотина как «смелое и отличное».
По окончании войны Долотин продолжал командовать 7-й конно-артиллерийской батареей Донского казачьего войска. 25 августа 1867 года он был произведён в генерал-майоры с назначением атаманом 2-го отдела Области Войска Донского и с зачислением в списки 7-й конно-артиллерийской батареи Донского казачьего войска.
В конце 1869 года Долотин вышел в отставку. Скончался 27 января 1899 года в Новочеркасске, похоронен на городском кладбище.

## Награды
Среди прочих наград Долотин имел ордена:
- Орден Святой Анны 2-й степени (1852 год, императорская корона к этому ордену пожалована в 1854 году)
- Орден Святого Георгия 4-й степени (28 декабря 1854 года, № 9559 по кавалерскому списку Григоровича — Степанова)
- Орден Святого Станислава 2-й степени (1856 год, императорская корона к этому ордену пожалована в 1858 году)
- Орден Святого Владимира 4-й степени с бантом (1867 год, за беспорочную выслугу 25 лет в офицерских чинах)